# 黄素单核苷酸
黄素单核苷酸（英語：Flavin mononucleotide，FMN）是一个由核黄素激酶自核黄素（维生素B2）产生出来的生物分子，其功能包括了NADH脱氢酶在内的多种氧化还原酶的辅基并且作为生物感蓝光蛋白的辅因子。在催化性循环中，氧化型（FMN）、半醌型（FMNH•与还原型（FMNH2）这几种形式的可逆互变在多种氧化还原酶中发生。黄素单核苷酸是一个比烟酰胺腺嘌呤二核苷酸更强的氧化剂，并且因为它可以参与传递一个或两个电子，故其在此方面尤其有用。论到它在感蓝光蛋白中的作用，（氧化型）黄素单核苷酸从‘普通的’感光蛋白中“脱颖而出”作为信号状态而不是E/Z异构化。
它是在细胞与组织中存在的核黄素的主要形式。生产它需要更多的能量，但它比核黄素的可溶性更好。
它的E编码为“E101a”，并被作为食用色素使用。
编号为“E106”的物质是一个与黄素单核苷酸密切相关的食用色素，即核黄素-5'-磷酸钠，它主要由核黄素5'-一磷酸酯的单钠盐构成。摄取后它很快就转变为游离的核黄素。它存在于很多婴儿与幼儿用的食物之中，例如果酱、牛奶以及糖果与糖制品。